# Sabiñánigo
Sabiñánigo é um município da Espanha na província de Huesca, comunidade autónoma de Aragão, de área 586,6 km² com população de 10284 habitantes (2008) e densidade populacional de 15,09 hab/km².

## Demografia
| Variação demográfica do município entre 1991 e 2004 | Variação demográfica do município entre 1991 e 2004 | Variação demográfica do município entre 1991 e 2004 | Variação demográfica do município entre 1991 e 2004 |
| --------------------------------------------------- | --------------------------------------------------- | --------------------------------------------------- | --------------------------------------------------- |
| 1991                                                | 1996                                                | 2001                                                | 2004                                                |
| 9056                                                | 8759                                                | 8578                                                | 8855                                                |